# Normalizador
En teoría de grupos, el normalizador de un subconjunto S de un grupo G es el mayor subgrupo de G para el cual la acción de conjugación deja invariante a S. Cuando el conjunto consta de un solo elemento, se habla entonces de un centralizador.

## Definición
| Si G es un grupo y S un subconjunto de G, el normalizador de S está definido por {\displaystyle N(S)=\{g\in G:gSg^{-1}=S\}} |

En donde {\displaystyle gSg^{-1}} es el conjunto definido como {\displaystyle \{gsg^{-1}:s\in S\}}.
En particular, si S es un subgrupo de G, entonces N(S) es el mayor subgrupo de G en el cual S es un subgrupo normal.

## Propiedades
El resultado más importante es que el normalizador de un subconjunto siempre es un subgrupo.
| Si G es un grupo y S un subconjunto de G, entonces el normalizador N(S) es un subgrupo de G. |

| Demostración |
| Para demostrar que es un subgrupo, basta demostrar que el producto {\displaystyle ab^{-1}} donde {\displaystyle a,b} son dos elementos cualesquiera de {\displaystyle N(S)} también es elemento de {\displaystyle N(S)}, esto es, hayque demostrar que para todo {\displaystyle s\in S} el elemento {\displaystyle (ab^{-1})s(ab^{-1})^{-1}} también pertenece a S. Primero demostramos que si {\displaystyle b\in N(S)} entonces {\displaystyle b^{-1}\in N(S)} ya que para cualquier {\displaystyle s\in S} existe un {\displaystyle s_{1}\in S} que satisfaga {\displaystyle bsb^{-1}=s_{1}}, pero entonces {\displaystyle s=(b^{-1})s_{1}(b)\in S}, es decir, {\displaystyle b^{-1}\in N(S)} Procedemos ahora a la prueba principal. Desarrollando {\displaystyle (ab^{-1})s(ab^{-1})^{-1}=ab^{-1}s(b^{-1})^{-1}a^{-1}=ab^{-1}sba^{-1}=a(b^{-1}sb)a^{-1}} observamos que a está conjugando al elemento {\displaystyle b^{-1}sb}, el cual a su vez es la conjugación por {\displaystyle b^{-1}} de s. Pero como {\displaystyle b\in N(S)}, entonces {\displaystyle b^{-1}\in N(S)} y por tanto {\displaystyle b^{-1}sb\in S}. Denotemos por {\displaystyle s_{2}} a {\displaystyle b^{-1}sb} y entonces la expresión original se reescribe como {\displaystyle as_{2}a^{-1}} que, al estar a en {\displaystyle N(S)}, también pertenece a S. Concluimos entonces que {\displaystyle (ab^{-1})s(ab^{-1})^{-1}\in S} y por tanto {\displaystyle N(S)} es un subgrupo. |

Un caso de particular interés es cuando el subconjunto es al mismo tiempo un subgrupo.
| Si H es un subgrupo de G, entonces H es un subgrupo normal de N(H). Además, N(H) es el mayor subgrupo con esta propiedad. |

| Demostración |
| Si H es un subgrupo de G, entonces el normalizador es precisamente el conjunto de todos los elementos g del grupo para los cuales {\displaystyle gNg^{-1}=N}, que es precisamente la condición que define a un subgrupo normal. |

Como consecuencia del teorema anterior, un subgrupo H de G es normal en G si y sólo si N(H) = G. 
| Si H es un subgrupo de G entonces el número de clases conjugadas de H en G es igual al índice del normalizador en el grupo: {\displaystyle [G:N(H)]} y por tanto divide al orden del grupo cuando éste es finito. Además, dos clases de conjugación coinciden, {\displaystyle aHa^{-1}=bHb^{-1}}, si y sólo si {\displaystyle ab^{-1}\in N(H)} |

- Según Lang, se consideran estas dos más:
- Si K es un subgrupo del normalizador N(H), KH es un grupo y  H  es normal en KH.
- El normalizador de H es el mayor subgrupo de G en el que H es normal.

## Ejemplos
- El normalizador de cualquier subgrupo normal es el grupo completo. En particular N(<e>) y N(G) son ambos iguales a G.
- El subgrupo H de {\displaystyle S_{4}} generado por el ciclo {\displaystyle (1,2,3,4)\,} no es normal, por tanto su normalizador no es el grupo completo de permutaciones. En este caso, el normalizador de H es el subgrupo generado por las permutaciones {\displaystyle (1,2,3,4),(2,4),(1,3)(2,4)\,}.